# Onigenals
Els onigenals (Onygenales)  són un ordre de fongs ascomicots de la classe dels eurotiomicets (Eurotiomycetes).
Els Onygenales són importants com patògens emergents en els humans, pel fet que augmenten les taxes d'immunosupressió per trasplantament de fetge, HIV/SIDA, i trastorns autoimmunes com el lupus eritematós.

## Taxonomia
L'ordre dels onigenals inclou 13 famílies:
- Família Ajellomycetaceae
- Família Apinisiaceae
- Família Arthrodermataceae
- Família Ascosphaeraceae
- Família Eremascaceae
- Família Helicoarthrosporaceae
- Família Gymnoascaceae
- Família Malbrancheaceae
- Família Nannizziopsidaceae
- Família Neoarthropsidaceae
- Família Neogymnomycetaceae
- Família Onygenaceae
- Família Spiromastigoidaceae